# Сикорский, Даниэль
Даниэль Сикорский (нем. Daniel Sikorski; род. 2 ноября 1987, Варшава, Польша) — австрийский футболист польского происхождения, нападающий. Спортивный директор кипрского клуба «Арис» (Лимасол).

## Биография
Сикорский родился в Польше в семье бывшего футболиста Витольда Сикорского, в 1988 году переехавшего играть в Австрию.
Начал свою футбольную карьеру в юниорском составе клуба «Вайдхофен», затем играл в «Санкт-Пёльтене», дважды став лучшим бомбардиром юниорской австрийской лиги. Перед сезоном 2005/06 перешёл в мюнхенскую «Баварию», где играл за резервный состав в течение пяти сезонов, проведя 135 матчей и забив 33 гола. В августе 2007 года был приглашён на сборы в основной состав клуба, но в итоговый список не попал.
По окончании сезона 2009/10 его контракт с «Баварией» закончился, и Сикорский принял решение искать другой клуб. Был на просмотрах в «Шлёнске» и «Лехии», но в итоге 24 июня 2010 года подписал трёхлетний контракт с «Гурником».
6 августа 2010 года дебютировал в Экстракласе, в матче против варшавской «Полонии», а 31 октября во встрече с «Легией» забил свой первый гол в лиге. После успешно проведённого сезона футболиста купила «Полония», обменяв его и Роберта Ежа на аренду в «Гурник» Даниэля Голембовского.
В июне 2012 года разорвал контракт с «Полонией» и подписал годичный контракт с краковской «Вислой». В составе Белой Звезды дебютировал 11 августа в матче Кубка Польши против любоньского КС, выигранном «Вислой» со счётом 5:0.
В июле 2023 года завершил профессиональную карьеру футболиста и стал спортивным директором лимассольского «Ариса».
Со сборной Австрии до 19 лет участвовал в финальной части чемпионата Европы 2006 года, где дошёл до полуфинала.

## Достижения
«Арис» Лимасол
- Чемпион Кипра: 2022/23